# Список керівників держав 1186 року
Список керівників держав 1186 року — це перелік правителів країн світу 1186 року.
Список керівників держав 1185 року — 1186 рік — Список керівників держав 1187 року — Список керівників держав за роками

## Європа
- Англія
  - Король Англії — Генріх II Короткий Плащ (1154—1189)
- Балканський півострів
  - Друге Болгарське царство — Петро IV (1185—1197) і Іван Асен I (1185/1186-1196)
  - Боснійський банат — Кулін (1180—1204)
  - Дукля — Михайло III (1163/1168-1186). Підкорено Рашкою.
  - Пфальцграфство Кефалонії та Закінфу — Маргарит да Бриндізі (1185—1195)
  - Кіпрське королівство — Ісаак Комнін (1184—1191)
  - Рашка — Стефан I Неманя (1166—1196)
- Балтія
  - Ризьке архієпископство — Майнгард Зегеберзький (1186—1196)
- Білорусь
  - Вітебське князівство — Всеслав Василькович (1181—1186); Василько Брячиславич (1186—1209/1221)
  - Друцьке князівство — Борис Рогволодович (1180-ті — до 1196)
  - Полоцьке князівство — Борис Давидович (1180—1184/1186); Володимир Полоцький (1184/1186-1216)
  - Турівське князівство — Святополк Юрійович (1170? — 1190)
- Князь Новгородський — Мстислав-Борис Давидович (1184—1187)
- Волзька Болгарія — Абдаллах Челбір (1178—1225)
- Вельс
  - Королівство Гвінед — Давид I Узурпатор (1170—1195)
  - Дехейбарт — князь Ріс ап Гріфід (1155—1197)
  - Королівство Повіс — князь Гріфід Майлор I (1160—1191); князь Повіс-Гвенвінвін Овейн Ківейліог (1160—1195)
- Візантійська імперія — Ісаак II Ангел (1185—1195)
- Ірландія — верховний король Руайдрі Ва Конхобайр (1166—1198)
  - Айргіалла — Мурхад О'Кербайлл (1168—1189)
  - Десмонд — Донал Мор на Корра Мак Карті (1185—1206)
  - Коннахт — Конхобар Менмайге МакРуадрі (1183—1189)
  - Уй Кейннселайг (Uí Ceinnselaig) — Аойфе Макмерроу (? — 1188)
  - Тір Еогайн — Домналл мак Аода мак Лохлайнн (1185—1186); Руайдрі О'Флайбертайг (1186—1187)
  - Томонд — король Домналл Мор О'Брайєн (1168—1194)
- Італія
  - Арборейський юдикат — Баризон II (1147—1186); П'єтро I (1186—1195)
  - Венеційська республіка — дож Оріо Мастроп'єро (1178—1192)
  - Кальярський юдикат — П'єтро Торхіторіо III (1163—1188)
  - Маркграфство Монферрат — Вільгельм V (1137—1191)
  - Салуццо (маркграфство) — Манфред ІІ (1175—1215)
  - Королівство Сицилія — король Вільгельм II Добрий (1166—1189)
  - Князівство Таранто — Вільгельм II Добрий (1157—1189)
  - Торреський юдикат — Баризон II (1154—1190)
  - Принц-єпископство Тренто — Альберто Мадруццо (1184—1188)
  - Маркграфство Фінале — Енріко II (1185—1231)
- Кавказ
  - Грузинське царство — Тамара Велика (1184—1213)
  - Держава Ільдегізідів — Мухаммед Джахан Пахлаван (1175—1186); Кизил Арслан Ільдегізід (1186—1191)
- Німеччина
  - Герцогство Австрія — герцог Леопольд V (1177—1194)
  - Герцогство Баварія — Людвіг I (1183—1231)
  - Баденське маркграфство — Герман IV (1160—1190)
  - Берг (герцогство) — Енгельберт I (1160—1189)
  - Берхтесгаден (пробство) — Фрідріх І (1178—1188)
  - Маркграфство Бранденбург — Отто II (1184—1205)
  - Принц-єпископство Бріксен — Генріх фон Берхтесгаден (1178—1196)
  - Графство Вюртемберг — граф Гартман I (1181—1240) і Людвіг III (1181—1241)
  - Вюрцбург (принц-єпископство) — Регінхард фон Абенберг (1171—1186); Годфрі Шпіценберг (1186—1190)
  - Архієпископ Зальцбургу — Адальберт III Богемський (1183—1200; вдруге)
  - Герцогство Каринтія — Ульріх II (1181—1201)
  - Кельнське курфюрство — Філіпп І фон Гайнсберг (1167—1191)
  - Клеве (герцогство) — Дітріх III (1172—1188)
  - Констанц (князівство-єпископство) — Германн II (1183—1189)
  - Крайна (марка) — Бертольд III (1173—1188)
  - Курпфальц — пфальцграф Конрад (1155/1156-1195)
  - Ліппе-Детмольд — Бернгард II (1168—1196)
  - Лужицька марка — Оттон II Багатий (1156—1190)
  - Любекське князівство-єпископство — Конрад II (1183—1184/1186); Дітріх I (1186—1210)
  - Архієпископ Майнца Конрад I фон Віттельсбах (1183—1200)
  - Маркграфство Мейсен — Оттон II Багатий (1156/1157-1190)
  - Меранія (герцогство) — Бертольд IV (1180/1182-1204)
  - Нюрнберг (бургграфство) — Конрад II фон Рабс (1160—1191)
  - Ободрицький союз — герцог Мекленбурга Генріх Борвін I (1178—1227)
  - Герцогство Померанія — Богуслав I (1181—1187)
  - Померанія-Щецін — Богуслав I (1160/1162-1187)
  - Равенсберг (графство) — Герман II (1175/1180-1221)
  - Ратцебург (графство) — Бернхард I (1163/1164-1190)
  - Князівство Руян — Яромар I (1170—1218)
  - Герцогство Саксонія — Бернхард III (1180—1212)
  - граф Тиролю Генріх I (1180—1190)
  - Фельденц (графство) — Герлах II (1146—1189)
  - Герцогство Швабія — Фрідріх III (1147—1190)
  - Шверін (графство) — Гельмольд I (1185—1194)
  - Герцогство Штирія — Отакар IV (1180—1192)
- Піренейський півострів
  - Королівство Арагон — Альфонсо II (1164—1197)
  - Королівство Леон — король Леону Галісії та Астурії Фернандо II (1157—1188)
  - Королівство Португалія — король Саншу I (1185—1211)
  - Королівство Наварра — Санчо VI (1150—1194)
  - Майоркська тайфа — Ташфін ібн Ісхак (1185—1187)
- Польща — Казимир II Справедливий (1177—1191)
  - Глогувське князівство — Конрад Тонконогий (1177—1180/1190)
  - Гнєзненське князівство — Казимир II Справедливий (1177—1191)
  - Каліське князівство — Казимир II Справедливий (1177—1191)
  - Мазовецьке князівство — Лешек Мазовецький (1173—1186); Казимир II Справедливий (1186—1194)
  - Познанське князівство — Мешко III Старий (1182—1193)
  - Сандомирське князівство — Казимир II Справедливий (1173—1194)
  - Сілезьке князівство — Болеслав I Високий (1163—1201)
  - Вроцлавське князівство — Болеслав I Високий (1173—1201)
  - Ратиборське князівство — Мешко IV Кривоногий (1173—1211)
  - Опольське князівство — Ярослав Болеславич (1173—1201)
- Велике князівство Владимирське — Всеволод Велике Гніздо (1176—1212)
- Муромське князівство — Володимир Юрійович (1174/1177-1203)
- Велике князівство Рязанське — Роман Глібович (1180—1207)
  - Трубчевське князівство — Всеволод Буй-Тур (1164—1196)
- Скандинавія
  - король Данії — Кнуд VI (1182—1202)
  - Король Норвегії Сверрір I Сіґурдссон (1184—1202)
  - Швеція — Кнут I Еріксон (1167—1196)
- Угорське князівство — король Бела III (1172—1196)
- Україна — Київський князь Святослав Всеволодович (1181—1194)
  - Белзьке князівство — Всеволод Мстиславич (1170—1195)
  - Білгородське князівство — Рюрик Ростиславич (1171—1189)
  - Вишгородське князівство — Мстислав-Борис Давидович (1180—1187)
  - Волинське князівство — Роман Мстиславич (1173—1188)
  - Галицьке князівство — Ярослав Осмомисл (1153—1187)
  - Дубровицьке князівство — Гліб Юрійович (1168—1190)
  - Курське князівство — Всеволод Буй-Тур (1178—1196)
  - князь Луцький — Інгвар Ярославич (1180—1220)
  - Овруцьке князівство — Рюрик Ростиславич (1168—1194)
  - Переяславське князівство — Володимир Глібович (1169—1187)
  - Сіверське князівство — Ігор Ольгович (1178—1198)
  - Смоленське князівство — Давид Ростиславич (1180—1197)
  - Чернігівське князівство — Ярослав Всеволодович (1177—1198)
- Королівство Франція — Філіпп II Август (1180—1223)
  - Герцогство Аквітанія — Елеонора I (1137—1204)
  - Арелатське королівство — пфальцграф — Оттон I (1184—1201)
  - Герцогство Бар — Генріх I (1170—1190)
  - Брабант (герцогство) — Генріх I (1183—1235)
  - Графство Булонь — Іда Лотарінгська (1173—1216), одружена з Бертольдом IV Царінгеном († 1186)
  - Графство Бургундія — Оттон I (1184—1201)
  - Графство Нант — Констанція I (1166—1201)
  - Бретонське герцогство — Констанція I (1166—1201)
  - Голландія — Флоріс III (1157—1190)
  - Ено (графство) — Балдуїн V (1171—1195)
  - Жеводан (графство) — Альфонсо II (1167—1196)
  - Лімбург (герцогство) — Генріх III (1167—1221)
  - Нижня Лотарингія — Готфрід III (1142—1190)
  - граф Лувену і маркграф Брюсселю Готфрід III (1142—1190)
  - Люксембург (графство) — Генріх IV (1136—1196)
  - Льєзьке єпископство — Рудольф фон Церінген (1167—1191)
  - Графство Мен — Генріх I Плантагенет (1151—1189)
  - Монбельяр (графство) — Амедей II де Монфокон (1163—1195)
  - Монпельє (сеньйорія) — Гільйом VIII де Монпельє (1172—1202)
  - Намюр (графство) — Генріх IV (1139—1189)
  - Нормандія — Генріх II Короткий Плащ (1150—1189)
  - Оранж (князівство) — Гільйом I де Бо (1180—1218)
  - Родез (графство) — Гуго II (1154—1208)
  - Савойське графство — Гумберт III (1148—1189)
  - Графство Тулуза — Раймунд V (1148—1194)
  - Урхельське графство — Ерменгол VIII (1184—1209)
  - Фландрія — Філіпп I (1168—1191)
  - Графство Фуа — Роже Бернар I де Фуа (1147/1148-1188)
- Чехія — король Бедржих (1178—1189)
- Шотландія
  - Король Шотландії Вільгельм I (1165—1214)
- Святий Престол; Папська держава — папа римський Урбан III (1185—1187)
- Вселенський патріарх — Василій II Каматерос (Філакопул) (1183—1186)

## Азія
- Візантійська імперія — Ісаак II Ангел (1185—1195)
- Близький Схід
  - Антіохійське князівство — Боемунд III (1163—1201)
  - князівство Галілея — Раймунд III (1171—1187)
  - Єрусалимське королівство — Балдуїн V (1185—1186); Сибіла (1186—1190)
    - каштелян і сеньйор Рамли Балдуїн Ібелін (1170—1186); Баліан д'Ібелін (1186—1193)
    - Сідонська сеньйорія — Рено Граньє (1171—1187)

  - Графство Триполі — Раймунд III (1152—1187)
  - Яффо-Аскалонське графство — Сибілла (1176—1190) — від 1180 з її чоловіком Гі де Лузіньяном (1180—1191)
  - Артукіди — правитель Хасанкейфа Сокмен II ібн Мухаммед (1185—1201); правитель Мардіна Юлюк-Арслан Хусам ад-дін (1184—1201)
  - Аюбіди — Салах ед Дін (1171—1193)
  - Багдадський халіфат — Ахмад ан-Насір Лідініллах (1180—1225)
  - Іракський султанат Тогрул III (1176—1189)
  - Зангіди — емір Мосула Масуд I ібн Маудуді (1179—1192); Синджар — Імад ад-дін Зангі II (1171—1197); Джизре — Санджар-шах ібн Газі (1180—1208)
  - Шаріфат Мекки — Мукатір ібн Іса (1177 — ?; вдруге)
  - Румський султанат — Килич-Арслан II (1156—1192)
  - Зіяриди — Нізарі — Нур ад-Дін Мухаммад (1166—1210)
  - Держава Ширваншахів — Ахсітан I (1160—1197)
  - Ділмачогуллари — Девлетшах-бей Ділмачоглу (1146—1192)
- Шах-Арменіди — Бег-Тимур Саїф ад-Дін (1185—1193)
- Нор-Бердське князівство — Давид — не пізніше 1176 — після 1198
- Династія Лі — Лі Као Тонг (1175—1210)
- Індія і Шрі-Ланка
  - Східні Ганги — Раджараджа Дева II (1170—1190)
  - магараджахіраджа Гаріяни Прітхвіпала (1167—1189)
  - Гуджарадеша — Бгіма II (1178—1240)
  - Гаґавадали — Джаячандра (1170—1194)
  - Гурідський султанат — Абул-Фатіх Ґорі (1163—1202)
  - Джайпур (князівство) — Радждео (?1179 — 1216)
  - Джайсалмер (князівство) — Шалівахан Сінгх II (1168—1200)
  - Чандела — магараджахіраджа Джеджа-Бхукті Парамарді (1166—1203)
  - Династія Какатіїв — Пратапарудра I (1157/1158-1195)
  - Династія Карнат — Гангадева (1147—1187)
  - самраат Кашмірської держави (Династія Лохара) — Яссака (1181—1199)
  - Мевар (князівство) — Самантасімха (1183—1198)
  - Держава Пандья — Джатаварман Шріваллабха (1175—1180/1190)
  - Парамара — Віндхіяварман (1160—1193)
  - Полоннарува — Паракрамабаху І (1153—1186); Віджаябаху II (1186—1187)
  - Династія Сена — Лакшманасена (1179—1206)
  - Династія Тхакурі — Сомешварадева (?—1187)
  - Саканбарі — нріпа Прітхвірадж III (1177/1178-1192)
  - Династія Сеунів — Маллугі I (1175? — 1187)
  - Держава Хойсалів — Віра Балала II (1173—1220)
  - Західні Чалук'ї — Сомешвара IV (1183—1200)
  - магараджа держави Чеді й Дагали Джаясімха Калачура (1163—1188)
  - Чола — Кулотунга Чола III (1178—1218)
- Індонезія; Південно-Східна Азія
  - Чампа — Джая Індраварман IV (1167—1190)
  - Кедірі (королівство) — Камешвара (1182—1194)
  - Мелаю (держава) — Трайлок'яраджа (до 1183 — після 1183)
  - Сунда — між 1175 і 1297 — Прабу Гуру Дхармасікса
  - Кедах (султанат) — Муадзам Шах Кедах (1179—1202)
- Китай; Монголія
  - Далі — Дуань Чжісін (1171—1200)
  - 1-й хан караїтів Ван-Хан (1165—1203)
  - ідикут Кучі — Клич-Кара (?)
  - 1-й хан найманів Інанч-хан (1143—1198)
  - Династія Сун — Чжао Шень (1162—1189)
  - Західна Ся — Лі Женьсяо (1139—1193)
  - Династія Цзінь — Ваньянь Юн (1161—1189)
- Корея
  - Корьо — Мьонджон (1170—1197)
- Паганське царство — король Наратхейнкха (1171—1194)
- Персія і Середня Азія
  - Ахмадили (Ahmadilis) — Фалак ад-Дін (1173—1189)
  - Баванди — Ардашир I (1173—1205)
  - Газневіди — Хосров Малік (1160—1186). Падіння.
  - Західнокараханідське ханство — Ібрагім III Богра-хан (1178—1202)
  - Керманський султанат — Мухаммед-шах II (1183—1192)
  - шах Хорезму — Ала ад-Дін Текіш (1172—1200)
- Кхмерська імперія — Джаяварман VII (1181—1218)
- Середня Азія
  - Каракитайське ханство — Єлу Чжулху (1177—1213)
  - Східнокараханідське ханство — Юсуф Тамгач-хан (1180—1205)
- Японія — Імператор Ґо-Тоба (1183—1198)

## Африка
- Альмохади — Абу Юсуф Якуб аль-Мансур (1184—1199)
- Кілва (султанат) — Сулейман ібн аль-Хассан ібн Дауд (1170—1189)
- Макурія — Мойсей Георгіос (1159—1190)
- Нрі — Езе Нрі Буіфе (між 1158 і 1258)
- Аюбіди — Салах ед Дін (1171—1193)

## Північна Америка
- Ацкапоцалько — ? до 1240
- Маяпанська ліга — ? до 1195